# Lijst van verhalen van Panda
Dit is een lijst van verhalen van Panda, een strip die oorspronkelijk van Marten Toonder is. 
Er zijn ongeveer 200 verhalen in deze stripreeks verschenen, die meestal eerst gepubliceerd werden in verschillende Nederlandse kranten. Later verschenen sommige verhalen verspreid over zo'n 49 boeken en albums. Daarnaast zijn er nog enkele verhalen uitgekomen die niet in de krant hebben gestaan. 
De reeks is geschreven en getekend door Toonder en de medewerkers van de Toonder Studio's, veelal door Piet Wijn. De reeks is steeds gepubliceerd onder de naam van Marten Toonder.

## Verhalen
| Nr    | Titel 🐼                                               | Opmerkingen |
| ----- | ------------------------------------------------------ | ----------- |
| PV001 | Panda en de meesterdief                                | 1946        |
| PV002 | Panda en de meester-detective                          | 1947        |
| PV003 | Panda en de meester-vlieger                            | 1947        |
| PV004 | Panda en de meester-goochelaar                         | 1947        |
| PV005 | Panda en de professor                                  | 1948        |
| PV006 | Panda en het oog van Mug                               | 1948        |
| PV007 | Panda en het goudveld                                  | 1948        |
| PV008 | Panda en de opstand van Candonia                       | 1948        |
| PV009 | Panda en de gedachtenmachine                           | 1948        |
| PV010 | Panda op de walvisvangst                               | 1948        |
| PV011 | Panda en de meester-ontdekkingsreiziger                | 1949        |
| PV012 | Panda op de kermis                                     | 1949        |
| PV013 | Panda en de wereldverbeteraar                          | 1949        |
| PV014 | Panda en de meester uitvinder                          | 1949        |
| PV015 | Panda en de meester gids                               | 1949        |
| PV016 | Panda en de meester muzikant                           | 1950        |
| PV017 | Panda en de meester geleerde                           | 1950        |
| PV018 | Panda en de meester edelman                            | 1950        |
| PV019 | Panda en de meester-gemaskerde                         | 1950        |
| PV020 | Panda en de meester bediende                           | 1950        |
| PV021 | Panda en de meester oudheidkundige                     | 1951        |
| PV022 | Panda en de geheimzinnige kluizenaar                   | 1951        |
| PV023 | Panda en de woudrovers                                 | 1951        |
| PV024 | Panda's tocht naar Illirania                           | 1951        |
| PV025 | Panda's herenleven                                     | 1952        |
| PV026 | Panda en de verdwijnmachine                            | 1952        |
| PV027 | Panda en de schat van het eenzame eiland               | 1952        |
| PV028 | Panda en de meester dokter                             | 1952        |
| PV029 | Panda en de geheime documenten                         | 1953        |
| PV030 | Panda en de hand-vis                                   | 1953        |
| PV031 | Panda en de groeistralen                               | 1953        |
| PV032 | Panda en de blauwe flonker                             | 1953        |
| PV033 | Panda en de meester verslaggever                       | 1953        |
| PV034 | Panda en de kalkerkar                                  | 1954        |
| PV035 | Panda en de meester alchemist                          | 1954        |
| PV036 | Panda en de meester zakenman                           | 1954        |
| PV037 | Panda en de meester schurk                             | 1954        |
| PV038 | Panda en de meester buikspreker                        | 1954        |
| PV039 | Panda en de spoken meester                             | 1954        |
| PV040 | Panda en de meester zangers                            | 1955        |
| PV041 | Panda en de meester klokkenmaker                       | 1955        |
| PV042 | Panda en de modemeester                                | 1955        |
| PV043 | Panda en het geheimzinnige glas water                  | 1955        |
| PV044 | Panda en de meester-ontdekkingsreiziger                | 1956        |
| PV045 | Panda en de meester-verzamelaar                        | 1956        |
| PV046 | Panda en de meester-knutselaar                         | 1956        |
| PV047 | Panda en de meester-magiër                             | 1956        |
| PV048 | Panda en de olie-magnaat                               | 1957        |
| PV049 | Panda en het meesterwerk                               | 1957        |
| PV050 | Panda en het ding                                      | 1957        |
| PV051 | Panda en de meester brandmeester                       | 1957        |
| PV052 | Panda en de wijze meester                              | 1957        |
| PV053 | Panda in het wilde westen                              | 1958        |
| PV054 | Panda en de Yo-Yo-jager                                | 1958        |
| PV055 | Panda en de proton plopper                             | 1958        |
| PV056 | Panda en de olieboertjes                               | 1958        |
| PV057 | Panda en het bolknakmysterie                           | 1959        |
| PV058 | Panda en de gouden bijl                                | 1959        |
| PV059 | Panda en de meester beschaver                          | 1959        |
| PV060 | Panda en de meester-kok                                | 1959        |
| PV061 | Panda en de meester diplomaat                          | 1959        |
| PV062 | Panda en de troeteltroep                               | 1960        |
| PV063 | Panda en de meester lijfwacht                          | 1960        |
| PV064 | Panda en de miljoenenhoed                              | 1960        |
| PV065 | Panda en de meester voddenraper                        | 1960        |
| PV066 | Panda en de grotbokser                                 | 1961        |
| PV067 | Panda en de plastic plastiek                           | 1961        |
| PV068 | Panda en de meester opheffer                           | 1961        |
| PV069 | Panda en de dienomaat                                  | 1961        |
| PV070 | Panda en de reis van kapitein robbeklopper             | 1962        |
| PV071 | Panda en de pechvogel                                  | 1962        |
| PV072 | Panda en de meester-schatgraver                        | 1962        |
| PV073 | Panda en de meester secretaris                         | 1962        |
| PV074 | Panda en de bewogen beweger                            | 1963        |
| PV075 | Panda en de jacht op Jansen                            | 1963        |
| PV076 | Panda en de meester kieker                             | 1963        |
| PV077 | Panda en de meester flesser                            | 1963        |
| PV078 | Panda en de meester riolist                            | 1963        |
| PV079 | Panda en de meester meester                            | 1964        |
| PV080 | Panda en de pettenjacht                                | 1964        |
| PV081 | Panda en de meester leerling                           | 1964        |
| PV082 | Panda en de meester ballonist                          | 1964        |
| PV083 | Panda en de drumdrums                                  | 1965        |
| PV084 | Panda en de bron van rijkdom                           | 1965        |
| PV085 | Panda en de Yinx                                       | 1965        |
| PV086 | Panda en de meester machinist                          | 1965        |
| PV087 | Panda en de grubbel                                    | 1965        |
| PV088 | Panda en de wegdoener                                  | 1966        |
| PV089 | Panda en de meester geld-verzamelaar                   | 1966        |
| PV090 | Panda en de meester kristal kijker                     | 1966        |
| PV091 | Panda en de meester eter                               | 1966        |
| PV092 | Panda en de meester loodgieter                         | 1967        |
| PV093 | Panda en de meester drinker                            | 1967        |
| PV094 | Panda en de boze Warapuri diamant                      | 1967        |
| PV095 | Panda en de meester vervalser                          | 1967        |
| PV096 | Panda en de polydingus                                 | 1967        |
| PV097 | Panda en de meester-superman                           | 1968        |
| PV098 | Panda en de Hobbeldonker schurkerij                    | 1968        |
| PV099 | Panda en de superschat                                 | 1968        |
| PV100 | Panda en de imp                                        | 1968        |
| PV101 | Panda en de meester luchtvaartdeskundige               | 1968        |
| PV102 | Panda en de wensduit                                   | 1969        |
| PV103 | Panda en het gestolen testament                        | 1969        |
| PV104 | Panda en de geschaakte prinses                         | 1969        |
| PV105 | Panda en het toverrecept                               | 1969        |
| PV106 | Panda en de meesterwaker                               | 1970        |
| PV107 | Panda en het vuurvervoer                               | 1970        |
| PV108 | Panda en de meester-filmer                             | 1970        |
| PV109 | Panda en de meester-ongelukker                         | 1970        |
| PV110 | Panda en de jokklikker                                 | 1971        |
| PV111 | Panda en de meester-bangerik                           | 1971        |
| PV112 | Panda en de slapeloze ridder                           | 1971        |
| PV113 | Panda en de meester rallyrijder                        | 1971        |
| PV114 | Panda en de meester onthechter                         | 1972        |
| PV115 | Panda en de meester-goudmaker                          | 1972        |
| PV116 | Panda en de verdorster                                 | 1972        |
| PV117 | Panda en de meester-erfgenaam                          | 1972        |
| PV118 | Panda en de meester-ruitenier                          | 1972        |
| PV119 | Panda en de komeet van Zoetekauw                       | 1973        |
| PV120 | Panda en het hazepad                                   | 1973        |
| PV121 | Panda en de geestgrond                                 | 1973        |
| PV122 | Panda en de meester burgemeester                       | 1973        |
| PV123 | Panda en de meester-ster                               | 1973        |
| PV124 | Panda en de meester schavuit                           | 1974        |
| PV125 | Panda en de meester herriemaker                        | 1974        |
| PV126 | Panda en het spook-sprook                              | 1974        |
| PV127 | Panda en de meester krimper                            | 1974        |
| PV128 | Panda en de inziener                                   | 1975        |
| PV129 | Panda en de Wa Wei-plant                               | 1975        |
| PV130 | Panda en de hulpvaart                                  | 1975        |
| PV131 | Panda en het meester monster                           | 1975        |
| PV132 | Panda en de vreemde slaap                              | 1976        |
| PV133 | Panda en de meester flinkerd                           | 1976        |
| PV134 | Panda en de gouddorst                                  | 1976        |
| PV135 | Panda en de overmeestering                             | 1976        |
| PV136 | Panda en de meester-reiziger                           | 1977        |
| PV137 | Panda en het helderkijkertje                           | 1977        |
| PV138 | Panda en de sportmeester                               | 1977        |
| PV139 | Panda en de deugziener (laatste ondertekst-verhaal)    | 1977        |
| PV140 | Panda en de ongelukszoeker (eerste ballonstripverhaal) | 1977        |
| PV141 | Panda en de meester-klungel                            | 1978        |
| PV142 | Panda en de spiegelbloemen                             | 1978        |
| PV143 | Panda en de meester-munter                             | 1978        |
| PV144 | Panda en de Sof-narren                                 | 1979        |
| PV145 | Panda en de beter-weter                                | 1979        |
| PV146 | Panda en de meester-knecht                             | 1979        |
| PV147 | Panda en de meester-held                               | 1979        |
| PV148 | Panda en de harde krachten                             | 1980        |
| PV149 | Panda en de meester tegendeler                         | 1980        |
| PV150 | Panda en de meester verjonger                          | 1980        |
| PV151 | Panda en de meester-inwikkelaar                        | 1980        |
| PV152 | Panda en de meester-schraper                           | 1981        |
| PV153 | Panda en de operatie Ikarus                            | 1981        |
| PV154 | Panda en de groenwoeker                                | 1981        |
| PV155 | Panda en de meester-ontspanner                         | 1981        |
| PV156 | Panda en de hebzuchter                                 | 1982        |
| PV157 | Panda en de oproerkraai                                | 1982        |
| PV158 | Panda en de dromenhandel                               | 1982        |
| PV159 | Panda en de noodklokkenluider                          | 1982        |
| PV160 | Panda en de meester koeken-bakker                      | 1982        |
| PV161 | Panda en de nieuwe ijstijd                             | 1983        |
| PV162 | Panda en de dolle delver                               | 1983        |
| PV163 | Panda en de stuipenjager                               | 1983        |
| PV164 | Panda en de 'video-val'                                | 1983        |
| PV165 | Panda en de meester monster-maker                      | 1983        |
| PV166 | Panda en de meester-plaagmaker                         | 1984        |
| PV167 | Panda en de meester deugniet                           | 1984        |
| PV168 | Panda en de meester-willer                             | 1984        |
| PV169 | Panda en de meester reclamemaker                       | 1984        |
| PV170 | Panda en de tijdslijter                                | 1985        |
| PV171 | Panda en de meester-consument                          | 1985        |
| PV172 | Panda en de onthechter                                 | 1985        |
| PV173 | Panda en de einde-lach                                 | 1985        |
| PV174 | Panda en het meer-maken                                | 1986        |
| PV175 | Panda en de meester-recordjager                        | 1986        |
| PV176 | Panda en het goeddoen                                  | 1986        |
| PV177 | Panda en de overdaad                                   | 1986        |
| PV178 | Panda en de diepgravers                                | 1986        |
| PV179 | Panda en de dubbelaar                                  | 1987        |
| PV180 | Panda en het doosje doosje                             | 1987        |
| PV181 | Panda en de meester-wil                                | 1987        |
| PV182 | Panda en het rijk van het kwaad                        | 1988        |
| PV183 | Panda en de meestergroei                               | 1988        |
| PV184 | Panda en de tijdmeester                                | 1988        |
| PV185 | Panda en de meester verknoper                          | 1988        |
| PV186 | Panda en de roddeltante                                | 1989        |
| PV187 | Panda en de ridders van Flut                           | 1989        |
| PV188 | Panda en de vakantievoerder                            | 1989        |
| PV189 | Panda en de magimixer                                  | 1989        |
| PV190 | Panda en het kassucces                                 | 1990        |
| PV191 | Panda en de Qwzl van BL                                | 1990        |
| PV192 | Panda en de meesterfuturoloog                          | 1990        |
| PV193 | Panda en de meesterspionne                             | 1990        |
| PV194 | Panda en de groothandel                                | 1991        |

Belangrijkste bron: https://www.lastdodo.nl/nl/areas/1121227-1121227-krant-pub-leidsch-dagblad. Hier zijn foto's van de strips te zien van alle kranten-verhalen, maar niet de complete verhalen. Er zijn ook afbeeldingen van alle albums/boeken, verpakking-strips, niet reguliere verhalen, en zelfs voorwerpen. Veel uitgaves verschenen ook in andere talen.

## Albums en boeken
| Titel 🐼                                                    | Uitgever                                                |
| ----------------------------------------------------------- | ------------------------------------------------------- |
| Panda en de meestervlieger                                  | Arnhemse Courant uitgaven, 1948                         |
| Panda en de meesterdief                                     | Het laatste nieuws uitgaven, 1949                       |
| Panda en de meester-detectief                               | Het laatste nieuws uitgaven, 1950                       |
| Panda en de Meester-Edelman                                 | De Muinck & Co., 1952                                   |
| Panda en de Meester-Gemaskerde                              | De Muinck & Co., 1952                                   |
| Panda en de Meester-oudheidkundige                          | De Muinck & Co., 1953                                   |
| Panda en de Woudrovers                                      | De Muinck & Co., 1953                                   |
| Het ding & De meestermagiër                                 | Andries Blitz, 1962                                     |
| Ontdekkingsreiziger & Het meesterwerk                       | Andries Blitz, 1963                                     |
| Panda en de meester-riolist                                 | drukkerij Levisson, 1970                                |
| De modemeester                                              | Wolters-Noordhof nv, 1972                               |
| De meesterklokkenmaker                                      | Wolters-Noordhof nv, 1972                               |
| Het geheimzinnige glas water                                | Wolters-Noordhof nv, 1972                               |
| De olieboertjes & De meesterbeschaver                       | Skarabee, 1973                                          |
| De kalkerkar & De meester-alchemist & De meester-zakenman   | Skarabee, 1973                                          |
| De meester schurk+ De meester buikspreker & De olie magnaat | Skarabee, 1973                                          |
| De spoken meester & De meester ontdekkingsreiziger          | Skarabee, 1973                                          |
| De meester-zangers & De meester-verzamelaar & De yoyo-jager | Skarabee, 1973                                          |
| De meester-knutselaar & De meester-magiër                   | Skarabee, 1973                                          |
| Panda en de wijze meester                                   | Uitgeverij Panda, 1979                                  |
| Panda en de meester-superman                                | Uitgeverij Panda, 1979                                  |
| Panda en de plastic pastiek                                 | Uitgeverij Panda, 1980                                  |
| Panda en de gouden bijl                                     | Uitgeverij Panda, 1980                                  |
| Panda en de meester-schatgraver                             | Uitgeverij Panda, 1980                                  |
| Panda en de meester-wereldverbeteraar                       | Mondria uitgevers, 1981                                 |
| Panda en de drumdrums                                       | Mondria uitgevers, 1981                                 |
| Panda en de jokklikker                                      | Mondria uitgevers, 1981                                 |
| Panda en de ongelukszoeker                                  | Uitgeverij Oberon B.V., 1981                            |
| Panda en de meester-klungel                                 | Uitgeverij Oberon B.V., 1982                            |
| De meesterontdekkingsreiziger/Het geheimzinnige glas water  | Uitgeverij Oberon B.V., 1984                            |
| De meester-racer                                            | Uitgeverij Oberon B.V. (niet in krant verschenen, 1985) |
| De meester-knutselaar                                       | Uitgeverij Oberon B.V., 1985                            |
| De meester-zakenman                                         | Uitgeverij Oberon B.V., 1986                            |
| Panda en de spiegelbloemen                                  | Uitgeverij Cliché, 2019                                 |
| Panda en de meester-brandmeester                            | Uitgeverij Cliché, 2021 (niet in krant verschenen)      |
| De meester-violist & De kroon van Isis                      | uitgeverij Silhouet, 2001.                              |
| De meester-buikspreker & De kasteelbediende                 | uitgeverij Silhouet, 2001.                              |
| Prof. Pflaster & De meester-gemaskerde                      | uitgeverij Silhouet, 2001.                              |
| De meester-racer & De meester-zanger                        | uitgeverij Silhouet, 2001.                              |

In totaal 39 uitgaven. Verderop staan er nog 10. 
De laatste acht verhalen zijn in de jaren '50 gemaakt maar verschenen alleen in een tijdschrift in Frankrijk. Pas in 2001 zijn ze in Nederland gepubliceerd door uitgeverij Silhouet. Twee verhalen per boek.

## Educatieve verhalen
- Verkeerd verkeer; acht delen, met daarin diverse verhalen, aangeboden door Rijkspostspaarbank (deel a+h), Nutsspaarbank (deel d),  Boerenleenbank (deel b, c, e, f, g), 1953)

## Reclame verhalen
- Panda en de dief
- Panda en de gevonden schat
- Panda en de vermomde vogelverschrikker (deze drie verhalen in één album)(uitgever: Omo, 1953)

- Panda en meester-jubilaris (jubileum uitgeverij Panda, 1995, niet in verkoop geweest)
- Panda en de meester-kruidenier (de Volharding, 1959)
- Panda en de meester-intermediair (bij het gelijknamige tijdschrift, 1980)

Daarmee komt het aantal boeken/albums op 49.
Daarnaast verschenen in 1972 op verpakking van Bolletje beschuit:
- De meester-schatgraver (als ballonstrip, terwijl verhaal 72 uit 1970 een tekststrip is)
- De meester-garagist
- De meester-vermommer
- Het meesterspel
- De meester-muzikant (ander verhaal dan verhaal 16)
- De meester-schoonmaak
- Het meester-spook
- De meester-djinn
- Het meester-alarm

Opmerkelijk hierbij is dat dit allemaal al ballonstrips zijn, terwijl er pas vijf jaar later ballonstrips in de kranten kwamen.
Illegale uitgaven worden hier niet vermeld.

## Artikelen
Er zijn diverse artikelen van of met Panda of Joris Goedbloed gemaakt; zoals bijvoorbeeld beeldjes, speldjes, verpakkingen van koffie en beschuit, en Belgische lucifers.